# Sint-Barbarakerk (Kutná Hora)
De Sint-Barbarakerk (Tsjechisch: Chrám svaté Barbory), gelegen in de Tsjechische plaats Kutná Hora (Bohemen), is een gotisch bouwwerk in Midden-Europa. 
De bouw van deze kerk, die aan de heilige Barbara gewijd is, begon in het jaar 1388, maar werd enkele malen onderbroken. Ten gevolge van de Hussitische Oorlogen werd de bouw meer dan 60 jaar stilgelegd tot in 1482. In 1588 moest de bouw gestaakt worden vanwege een geldtekort, met als gevolg dat de kerk met een provisorische tussenmuur werd afgedekt. De laatste bouwfase duurde van 1884 tot 1905.
De kerk is door de UNESCO toegevoegd aan de werelderfgoedlijst.

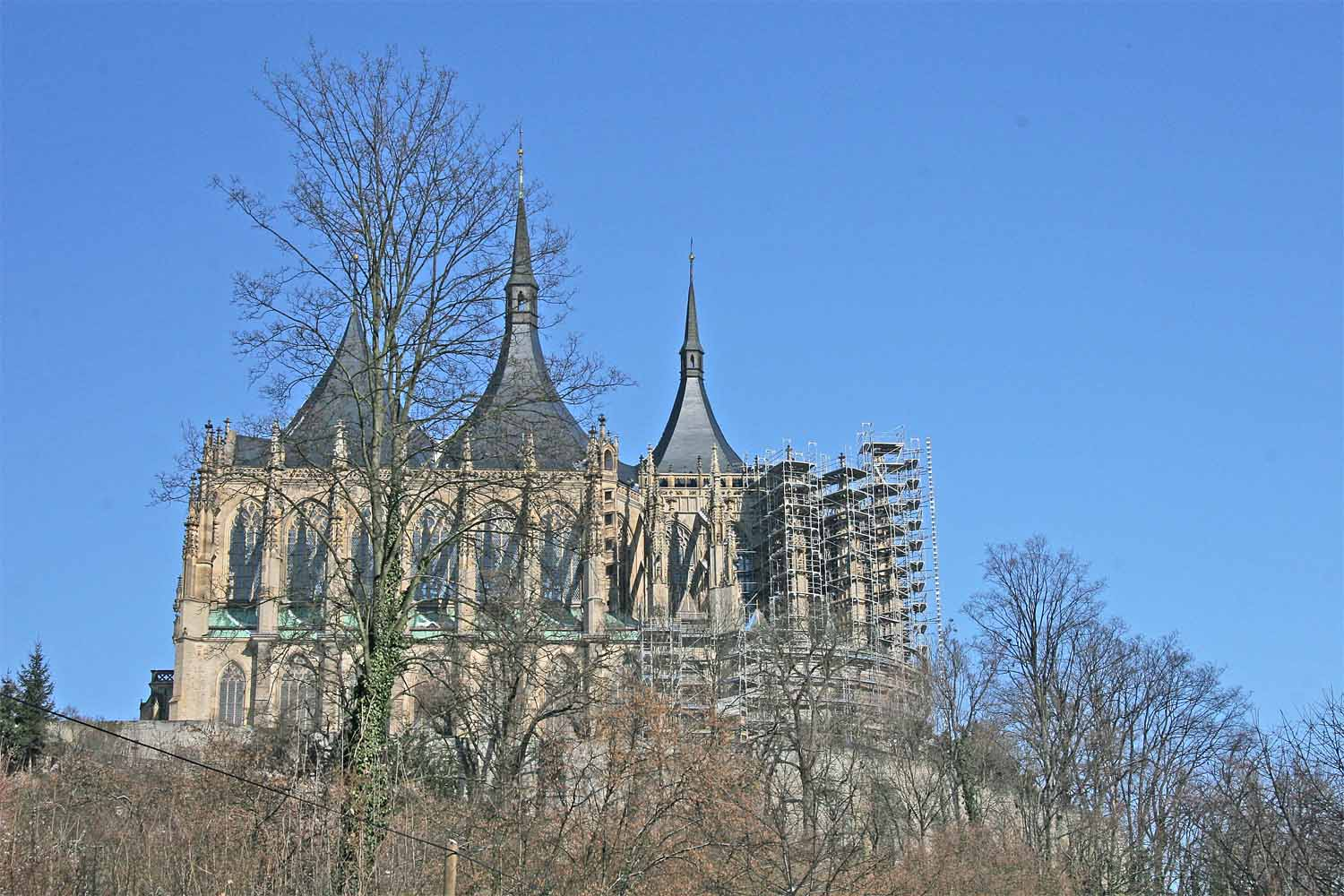
Zijaanzicht van de kerk

Bedevaartskerk van St-Johannes van Nepomuk in Zelená Hora ·
Historish centrum van Český Krumlov ·
Tuinen en kasteel van Kroměříž ·
Historisch dorp Holašovice ·
Drievuldigheidszuil in Olomouc ·
Joodse wijk en Sint-Procopiusbasiliek in Třebíč ·
Kutná Hora: historisch stadscentrum met Sint-Barbarakerk en O.L.Vrouwekathedraal in Sedlec ·
Cultuurlandschap Lednice-Valtice ·
Kasteel van Litomyšl ·
Historisch centrum van Praag ·
Historisch centrum van Telč ·
Villa Tugendhat in Brno ·
Mijnstreek Erzgebirge/Krušnohoří ·
Landschap voor het fokken en het africhten van ceremoniële koetspaarden in Kladruby nad Labem ·
Historische kuuroorden van Europa (Františkovy Lázně, Karlovy Vary, Mariánské Lázně) ·
Oude en voorhistorische beukenbossen van de Karpaten en andere regio's van Europa
- Library of Congress Control Number: nr95039822
- Nationale Bibliotheek van Tsjechië: mzk2004208601
- Virtual International Authority File: 135316524